# 红果树属
红果树属（学名：Stranvaesia）是蔷薇科的开花植物属。它的形态与石楠属非常相似，有时被归入该属，但最近的分子数据表明这两个属并不相关。

## 种
- 毛萼红果树 Stranvaesia amphidoxa（异名Photinia amphidoxa）
- 红果树 Stranvaesia davidiana（异名Photinia davidiana）
- 印缅红果树 Stranvaesia nussia（异名Photinia nussia）
- 滇南红果树 Stranvaesia oblanceolata
- 绒毛红果树 Stranvaesia tomentosa（异名Photinia tomentosa）